# Hermann Kretzschmar (Komponist)
Hermann Kretzschmar (* 1958) ist ein deutscher Musiker, Pianist, Komponist, Hörspielautor und Regisseur.

## Leben und Werk
Hermann Kretzschmar studierte zunächst Schulmusik und Germanistik sowie im Anschluss Klavier bei Bernhard Ebert in Hannover. 1985 wurde er Mitglied des Ensemble Modern; er arbeitet dort als Solist und Kammermusiker.
1994 gründete er gemeinsam mit Catherine Milliken und Dietmar Wiesner HCD-Productions. HCD veröffentlichte die CDs Migrations (Werke von Paul Bowles), Surface Tension (Werke von Howard Skempton) und die Hörstücke Denotation Babel (Prix Italia 1999), Cosmic Memos nach Calvino und Die Blüte des nackten Körpers (R. Schrott, 2011). 
Seit 2001 realisierte Kretzschmar folgende Hörstücke: Zur Zeit - revisited (2001/3), John Cages Stufen (2002), Strahlungen (2004) (Hörspiel des Monats Mai), Harmonies of Paradise (2006), Doktor Faustus (2007), Arnold auf dem schönen Berg (2009), Der Tod in Rom (2009), Het Witte Kind (2010), Kuno Kohns Capriccio (2011), Soundcuts Wasserkuppe (2011). Auf seiner Porträt-CD bei Ensemble Modern Medien veröffentlichte er Knotts Klavier, Werke 1991–2007.
Sein Hörstück Superpsalm ist innerhalb einer CD-Kassette Die Bibel. Das Projekt erschienen. Im Juni 2016 erschien bei Hörbuch Hamburg der Roman Manhattan Transfer nach John Dos Passos, den Kretzschmar zusammen mit Leonhard Koppelmann bearbeitete. 
Zusammen mit verschiedenen Autoren entwickelte er Abende, bei denen sich Text und Musik, gespielt vom Ensemble Modern, auf neue Weise ergänzten und durchdrangen. Dies geschah im Rahmen von Literaturm Frankfurt mit Ingo Schulze (2014), Katharina Hacker und Monika Rinck (2016) und im Rahmen der Frankfurter Lyriktage mit Marcel Beyer (2015). 
Sein Hörstück Das Bad im Knall wurde als Ursendung am 25. Januar 2018 auf SWR 2 ausgestrahlt. Es beschäftigt sich mit der Kürze von u. a. Klängen und Wörtern. Besonders die Wiener Gruppe (Konrad Bayer) war ein wichtiger literarischer Einfluss. Ebenfalls 2018 hatte die Hörbuchbearbeitung von Prousts Sodom und Gomorrha auf SWR 2 Sendepremiere, bei der Kretzschmar neben Manfred Hess an der Textbearbeitung beteiligt war. Außerdem komponierte er die Musik zur Hörfassung, die vom Ensemble Modern eingespielt wurde.
2020 folgte dann die Ursendung Die Gefangene nach Proust, bei der er ebenfalls mit Manfred Hess an der Textbearbeitung und zusammen mit Iris Drögekamp an der Regie beteiligt war. Ebenfalls 2020 hatte sein Hörstück Rattenfloh über Beethoven auf Hr2 Premiere und 2021 Phantome (SWR) mit Markus Meyer und dem Ensemble Modern. Unterstützt von der Hessischen Kulturstiftung entstand 2021 sein dreistündiges Klavierstück "Allow The Alloy" für Klavier mit Environment.